# Shizuishan
Shizuishan (chinesisch 石嘴山市, Pinyin Shízuǐshān Shì) ist eine bezirksfreie Stadt am Westufer des Gelben Flusses im Autonomen Gebiet Ningxia der Hui-Nationalität in der Volksrepublik China. Shizuishans Verwaltungsgebiet nimmt den gesamten Nordzipfel des Autonomen Gebiets ein. Es grenzt im Westen, Norden und Osten an das Autonome Gebiet Innere Mongolei und im Süden an die Yinchuan, die Hauptstadt Ningxias.

## Lage und Klima
Die Stadt Shizuishan erstreckt sich über ein Gebiet von etwa 88,8 Kilometern in Ost-West-Richtung und 119,5 Kilometern in Nord-Süd-Richtung über eine Fläche von 5.310 Quadratkilometer. Sie ist nach dem Schnittpunkt des Helan-Gebirges und des Gelben Flusses benannt, wo „die Felsen wie eine Mündung hervorstehen“. Die Höhe über dem Meeresspiegel reicht von 1090 bis 3475,9 Meter im Helan-Gebirge.
Es herrscht ein gemäßigtes trockenes Kontinentalklima mit reichlich Sonnenschein das ganze Jahr über, konzentrierten Niederschlägen, starker Verdunstung, trockener Luft, großen Temperaturunterschieden und einer kurzen frostfreien Zeit. Der Sommer ist kurz und heiß, der Frühling warm und windig, der Herbst kurz und kühl, und der Winter lang und kalt. Die jährliche Durchschnittstemperatur beträgt 8,4 °C bis 9,9 °C. Die jährliche minimale Durchschnittstemperatur beträgt −19,4 °C bis −23,2 °C und die jährliche maximale Durchschnittstemperatur 32,4 °C bis 36,1 °C. Der mittlere Jahresniederschlag liegt zwischen 167,5 und 188,8 mm. Die geografische Verteilung des Jahresniederschlags ist relativ gleichmäßig.

## Geschichte
Die Stadt wurde am 7. Januar 1960 gegründet. Am 23. Februar 1972 wurde Shizuishan Teil der neu gegründeten Verwaltungsregion Yinbei (银北地区), die am 23. November 1975 wieder aufgelöst wurde. Shizuishan erhielt seinen bezirksfreien Stadtstatus zurück. In den Folgejahren gab es verschiedene Änderungen der Verwaltungsgrenzen.

## Bevölkerung
Ethnien in Shizuishan
Quelle: Volkszählung 2020
Nach der Volkszählung 2020 hatte Shizuishan eine dauerhaft ansässige Wohnbevölkerung von 725.482. Im Vergleich zur vorangegenganen Volkszählung vom Jahr 2010 stieg die Bevölkerung um 25.482 Einwohner (+3,57 %). 568.238 Personen (75,63 %) gehörten zur Han-Bevölkerung, und 183.151 (24,37 %) zu nationalen Minderheiten. Zur letzteren Gruppe gehörten 176.176 Hui-Chinesen (23,45 %). Im Vergleich zur sechsten Volkszählung im Jahr 2010 sank die Han-Bevölkerung um 10.134 Personen (−1,75 %) und die Bevölkerung der verschiedenen ethnischen Minderheiten nahm um 36.041 Personen (+24,50 %), darunter 35.036 Hui, zu.

## Administrative Gliederung
Auf Kreisebene setzt sich Shizuishan aus zwei Stadtbezirken und einem Kreis zusammen. Das sind (Einwohnerzahlen nach der Volkszählung 2020):
- Stadtbezirk Dawukou (大武口区), 1.007 km², 298.292 Einwohner, Zentrum, Sitz der Stadtregierung;
- Stadtbezirk Huinong (惠农区), 1.088 km², 178.891 Einwohner;
- Kreis Pingluo (平罗县), 2.608 km², 274.206 Einwohner, Hauptort: Großgemeinde Chengguan (城关镇).

## Bodenschätze
Shizuishan ist für seinen Kohlebergbau bekannt. Die Kohlereserven werden auf 2,5 Milliarden Tonnen geschätzt und die geförderte Kohle gilt als relativ hochwertig. An weiteren Bodenschätzen gibt es Silikate (500 Millionen Tonnen Silizium) u. a.